# Cratere Daphne
Daphne  è un cratere sulla superficie di Venere.